# Ян Смрек
Ян Смрек (справжнє прізвище — Чьєтек) (словац. Ján Smrek; *16 грудня 1898 Зем'янське-Лєскове, Австро-Угорщина — †8 грудня 1982, Братислава) — словацький поет, прозаїк, публіцист, перекладач, редактор, видавець. Лауреат Державної премії Чехословаччини (1929) і ЧССР (1954).

## Біографія
Його сім'я походить з роду звичайних селян. Після смерті батька в 1907 виховувався в дитячому будинку. Учасник Першої світової війни. У 1917-1918 служив на палестинському фронті, де важко захворів на малярію.
У 1921 закінчив учительську семінарію в Модра. У 1921-1924 навчався у Вищій євангельській теологічній школі в Братиславі. Навчання не закінчив. Захопився журналістикою. З 1924 працював журналістом в редакції журналу «Slovenského denníku», в 1925-1929 редагував газету «Národný novíný» в Мартіні. У 1925-1938 був редактором празького видавництва молодих словацьких авторів «Mazáčová» (Edíciu mladých slovenských autorov).
З 1930 оселився в Празі, де редагував видання словацьких книг і видавав словацький літературний журнал «Елан» («Elan»).
Під час Другої світової війни повернувся до Словаччини і оселився в Братиславі. Там в 1946-1947 продовжив видання словацького журналу «Елан».
Після 1948 поет потрапив у немилість комуністичних властей, йому було заборонено писати, його роботи піддавалися цензурі, і Смрек став займатися художніми перекладами.
Помер в Братиславі в 1982. Похований на Народному кладовищі в Мартіні.

## Творчість
На початку творчого шляху відчував вплив символізму (збірка «Засуджений на вічну спрагу», 1922). Найважливіше в творчості Смрека — збірники 1920-1930-х: «Галопом скачуть дні» (1925), «Божественні вузли» (1929), «Тільки очі» (1933).
Антифашистська позиція відображена в його збірках «Бенкет» (1944) і «Джерело» (1945).
Смрек — автор філософських віршів-роздумів (збірник «Образ світу», 1958; «Струни», 1962). У 1968 опублікував свої мемуари під назвою «Poézia, Moja láska» («Поезія, любов моя»). Написав кілька книг для дітей («Maľovaná abeceda», «Machule») і лібрето до опер Ціккера.
Перекладав з угорської, французької, польської та інших мов.

## Вибрані твори
- Odsúdený k vecitej žízni, 1922
- Cválajúce dni, 1925
- Božské uzly, 1929
- Iba oci, 1933
- Básnik a žena, 1934
- Zrno, 1935
- Hostina, 1944
- Studna, 1945
- Beg Bajazid, лібрето, 1957
- Obraz sveta, 1958
- Struny, 1962
- Mr. Scrooge, лібрето, 1963
- Písané na sude, 1964
- Nerušte moje kruhy, 1965
- Poézia, moja láska 1968

## Нагороди
- Державна премія Чехословаччини (1929)
- Премія Словаччини (1933)
- Державна премія ЧССР (1954)
- Орден Праці (Чехословаччина) (1978)
- Золота медаль угорського ПЕН-клубу (Munkarend arany fokozata, 1978)